# Nagyrákos megállóhely

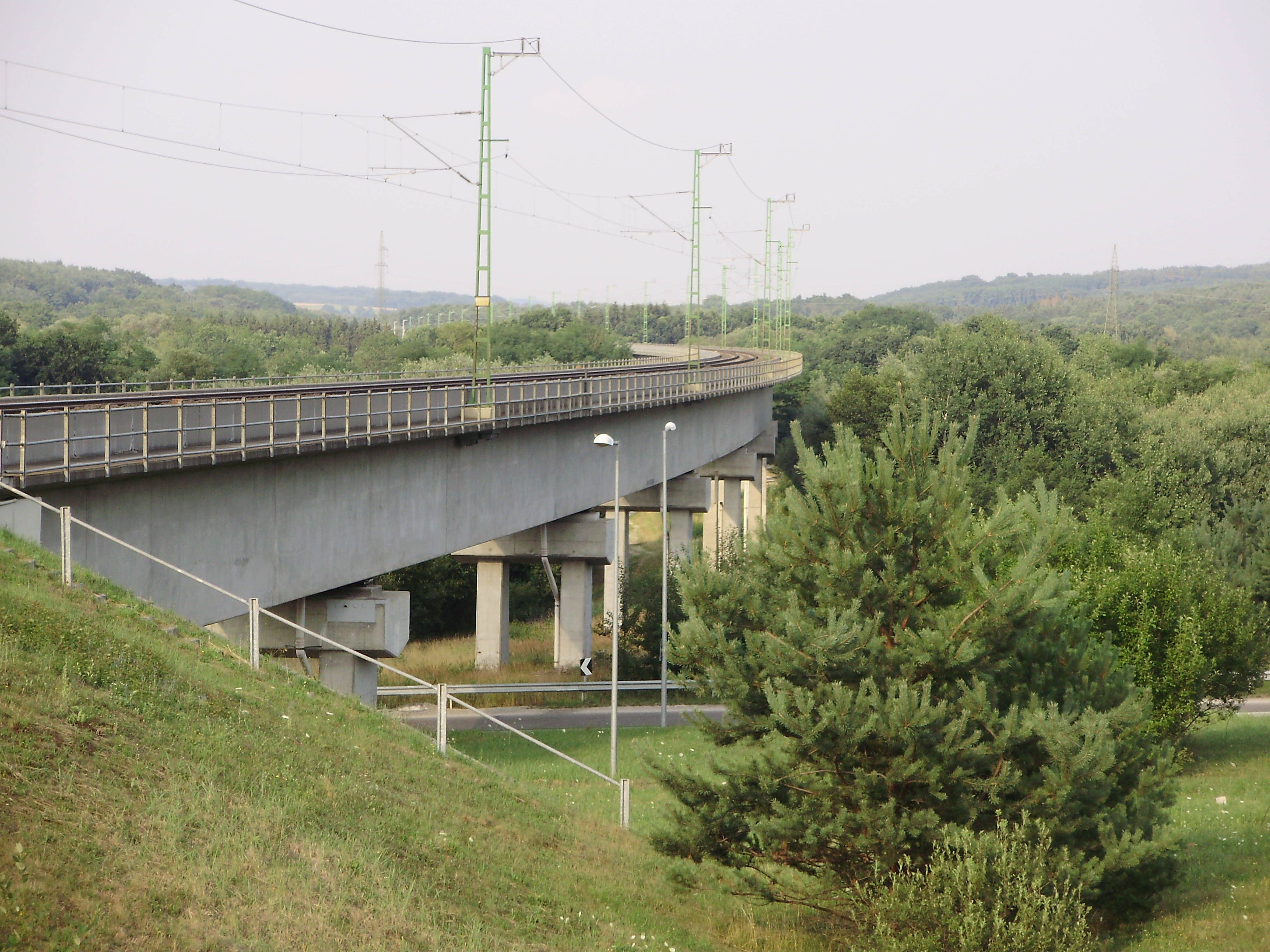
A megálló melletti nagyrákosi völgyhíd...

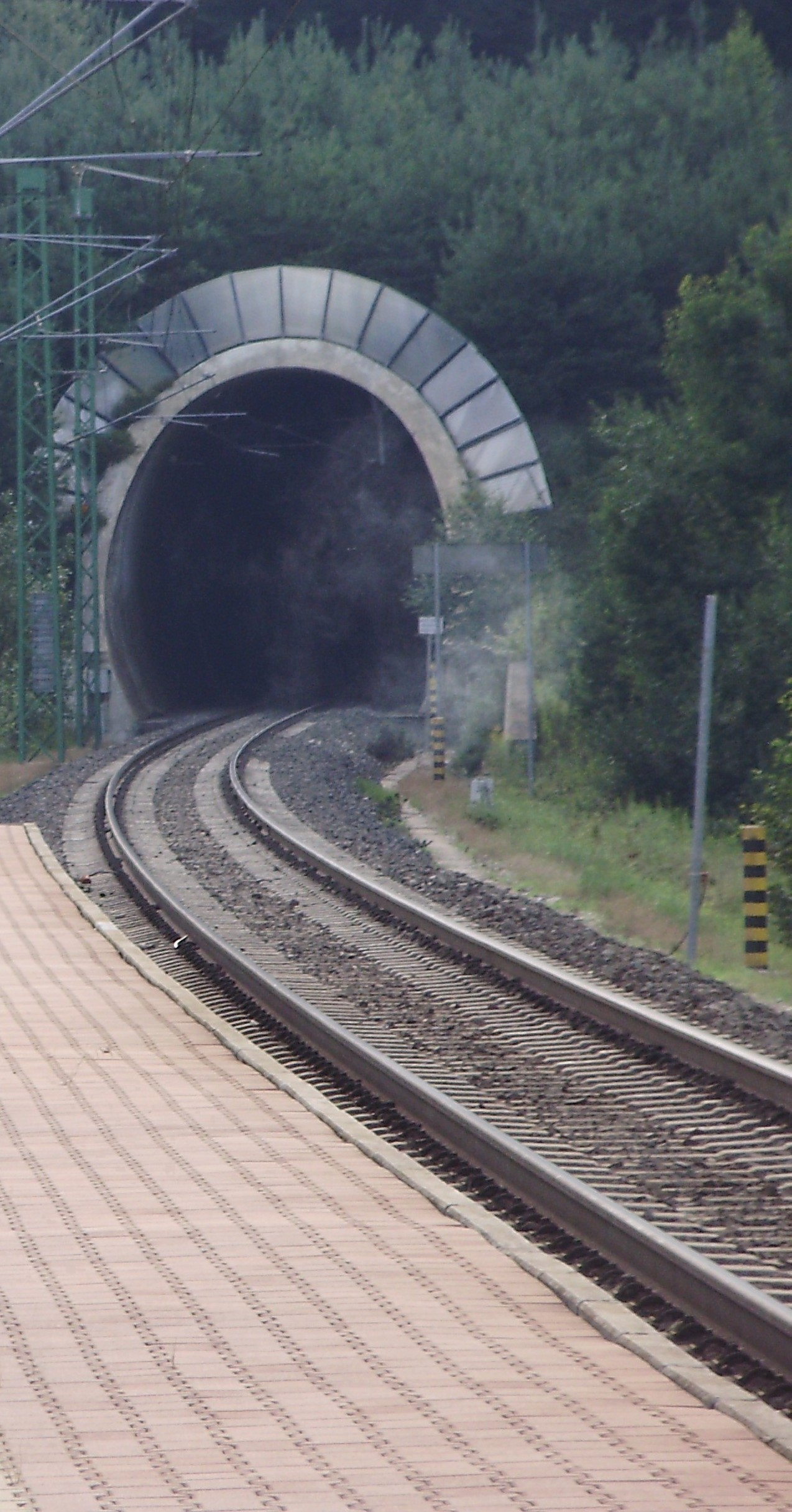
és a Zsuzsanna-alagút

Nagyrákos megállóhely egy Vas vármegyei vasúti megállóhely Nagyrákos településen, a GYSEV üzemeltetésében.
A község központjától délre helyezkedik el, közúti megközelítését a 7417-es útból kiágazó 74 332-es mellékút biztosítja.
A felvételi épület falán helyezték el azt az emléktáblát, ami az itt kezdődő, 1400 méter hosszú, 2000-ben átadott nagyrákosi völgyhídnak adományozott díjról emlékezik meg.

## Vasútvonalak
A megállóhelyet az alábbi vasútvonalak érintik:
- Boba–Bajánsenye-vasútvonal

## Kapcsolódó állomások
A megállóhelyhez az alábbi állomások vannak a legközelebb:
- Pankasz megállóhely (Boba–Bajánsenye-vasútvonal)
- Őriszentpéter vasútállomás (Boba–Bajánsenye-vasútvonal)

## Forgalom
| Járat        | Útvonal | Gyakoriság |
| ------------ | --- | ---------- |
| személyvonat | Zalaegerszeg – Zalaegerszeg-Ola – Andráshida – Bagod – Zalaszentgyörgy – Zalacséb-Salomvár – Budafa – Zalapatakalja – Zalalövő – Felsőjánosfa – Pankasz – Nagyrákos – Őriszentpéter – Bajánsenye – Hodoš (Őrihodos) | Napi 6 pár |